# Battus polydamas
Battus polydamas es una especie de lepidóptero ditrisio perteneciente a la familia Papilionidae que fue descrita originalmente con el nombre de Papilio polydamas, por Carolus Linnaeus, en 1758, a partir de ejemplares de procedencia desconocida. Es una especie relativamente común en diversos paisajes y se le conoce con el nombre común de collar dorado en alusión a la serie de manchas amarillas que bordean la cara dorsal de las alas.

## Descripción
Tiene una envergadura de 90-120 mm, sin la cola. La cara dorsal de las alas es de color negro con una franja submarginal amplia formada por grandes manchas amarillas. La parte inferior de las alas anteriores tienen el mismo patrón, mientras que las alas posteriores tienen una fila submarginal de dibujos rojos. Esta mariposa vuela desde abril a noviembre en tres generaciones en el norte de su área de distribución, y a lo largo del año en varias generaciones en los trópicos.

## Distribución
Battus polydamas tiene una distribución restringida a la región Neotropical y ha sido reportada en al menos 37 países o regiones diferentes.

## Hábitat
Battus polydamas está presente principalmente en bosques abiertos y en los campos y lugares abandonados.

## Plantas hospederas
Las larvas de B. polydamas se alimentan de plantas de las familias Aristolochiaceae, Rutaceae y Myrtaceae. Entre las plantas hospederas reportadas se encuentran Aristolochia labiata, Aristolochia littoralis, Aristolochia fimbriata, Aristolochia macrophylla, Aristolochia macroura, Aristolochia pentandra, Aristolochia ringens, Aristolochia rumicifolia, Aristolochia serpentaria, Aristolochia triangularis, Aristolochia trilobata, Aristolochia leuconeura, Aristolochia weberbaueri, Aristolochia maxima, Aristolochia pilosa, Aristolochia tonduzii y especies no identificadas de los géneros Citrus y Psidium.

## Galería

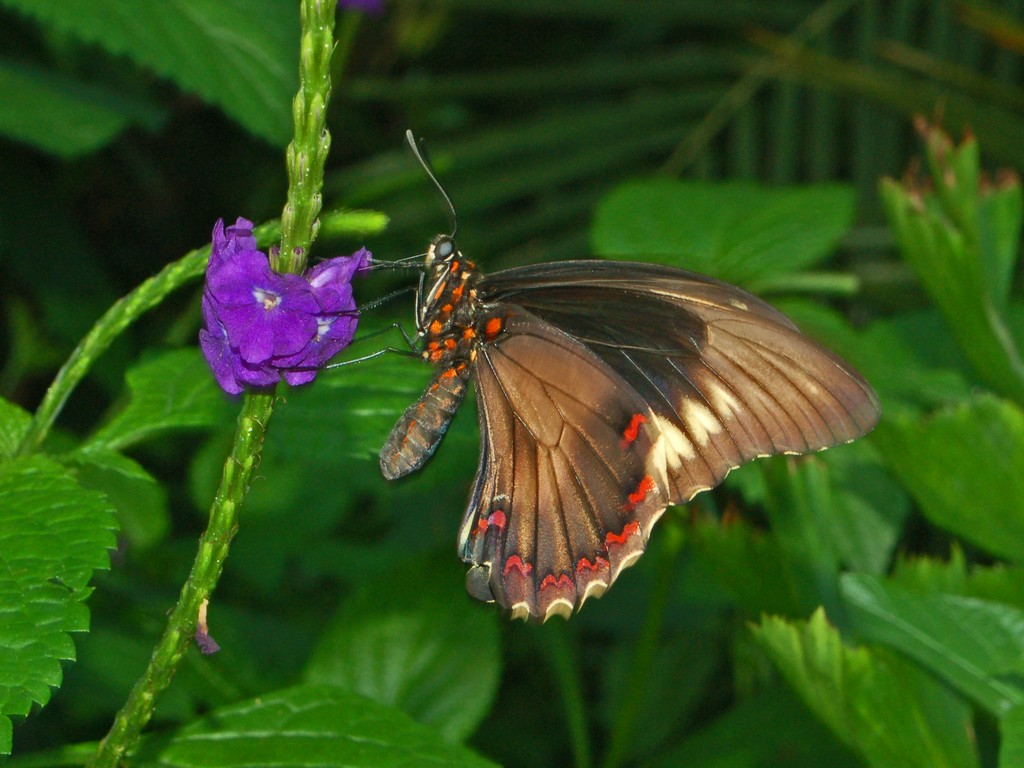
Vista ventral of Battus polydamas
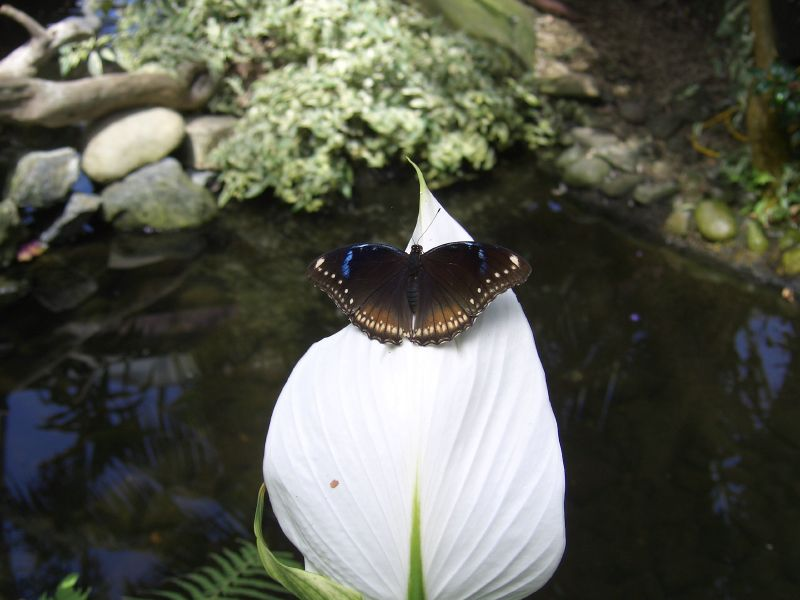
Vista dorsal
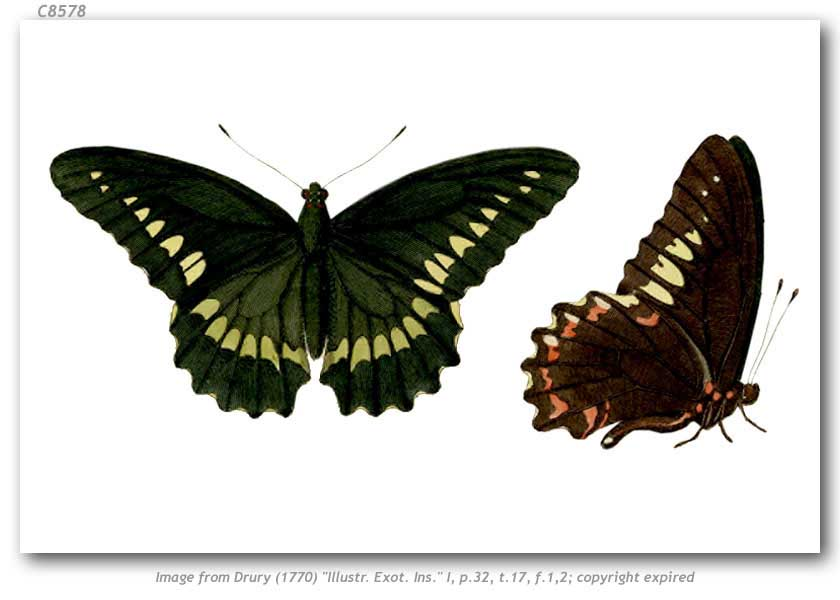
Battus polydamas antiquus (extincto)

## Subespecies
- Battus polydamas polydamas (América del Sur tropical)
- † Battus polydamas antiquus (Rothschild & Jordan, 1906)
- Battus polydamas atahualpa Racheli & Pischedda, 1987; Perú.
- Battus polydamas cebriones (Dalman, 1823);
- Battus polydamas christopheranus (Hall, 1936).
- Battus polydamas cubensis (Dufrane, 1946); Cuba.
- Battus polydamas dominicus (Rothschild & Jordan, 1906); Dominican Republic.
- Battus polydamas grenadensis (Hall, 1930)
- Battus polydamas jamaicensis (Rothschild & Jordan, 1906); Jamaica.
- Battus polydamas lucayus (Rothschild & Jordan, 1906); Bahamas.
- Battus polydamas lucianus (Rothschild & Jordan, 1906) St. Lucia
- Battus polydamas neodamas (Lucas, 1852); Guadeloupe.
- Battus polydamas peruanus (Fuchs, 1954); Perú.
- Battus polydamas polycrates (Hopffer, 1865); Haïti, Dominican Republic.
- Battus polydamas psittacus (Molina, 1782); Chile, Argentina.
- Battus polydamas renani Lamas, 1998; Perú.
- Battus polydamas streckerianus (Honrath, 1884); Perú.
- Battus polydamas thyamus (Rothschild & Jordan, 1906); Puerto-Rico, Virgin Islands.
- Battus polydamas vincentius (Rothschild & Jordan, 1906)
- Battus polydamas xenodamas (Hübner, 1825) Martinique[8]
- Battus polydamas weyrauchi Lamas, 1998; Perú.